# İzmir Çoruhlu FK
İzmir Çoruhlu Futbol Kulübü ist ein türkischer Fußballverein aus der Kreishauptstadt Bergama aus dem gleichnamigen Landkreis in der Provinz Izmir.

## Geschichte
Der Verein wurde 1970 in der Kreishauptstadt Bergama unter dem Namen Bergamaspor gegründet und spielte bis zum Sommer 1984 in den unteren regionalen Amateurligen. Im Sommer 1980 wurde die damals dritthöchste türkische Spielklasse, die heutige TFF 2. Lig, mit der damals zweithöchsten Spielklasse, der heutigen TFF 1. Lig, zur 2. Lig zusammengelegt und die dritthöchste Spielklasse, mit dem damaligen Namen 3. Lig als Profiliga abgeschafft. Vier Jahre nach dieser Entscheidung wurde zur Saison 1984/85 die 3. Lig wieder eingeführt. Zu diesem Zweck wurden mehrere Mannschaften aus den regionalen Amateurligen in diese Liga aufgenommen, u. a. Bergamaspor. Von da an spielte Bergamaspor überwiegend in dieser dritthöchsten Spielklasse. Einige Male stieg der Verein in die Amateurliga ab, schaffte aber regelmäßig die Rückkehr in den Profifußball.
In den 2000er Jahren übernahm die Stadtverwaltung den Verein, was durch die Namensänderung von Bergamaspor auf Bergama Belediyespor kenntlich gemacht wurde.
Nach neunjähriger Abstinenz von türkischen Profifußball stieg der Verein zum Sommer 2012 in die niedrigste türkische Profiliga, in die viertklassige TFF 3. Lig, auf.
Im September 2024 wurde zu Ehren des Präsidenten Ahmet Çoruhlu der Name des Vereins in İzmir Çoruhlu FK umbenannt.

## Ligazugehörigkeit
- 2. Liga: 1995–1996
- 3. Liga: 1984–1995, 1996–2001
- 4. Liga: 2001–2003, 2012–2019
- BAL Lig: 2011–2012, seit 2019
- Izmir Amatör Lig: 2003–2011

## Ehemalige bekannte Spieler
- Sait Karafırtınalar
- Mert Kaytankaş
- Erman Kılıç

## Ehemalige Trainer (Auswahl)
- Mustafa Ati Göksu (September 2008 – Mai 2009)